# William Mulready

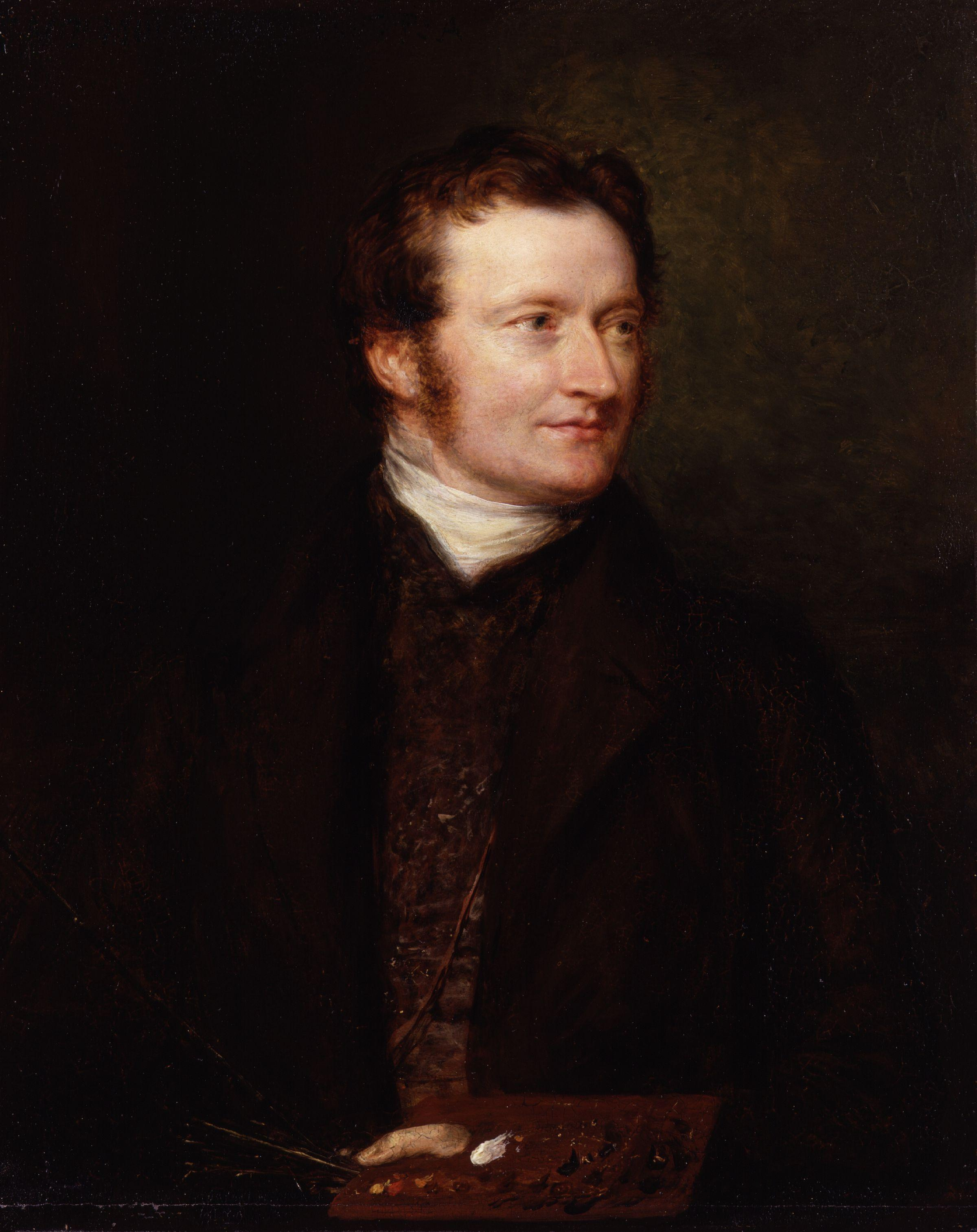
Porträt von William Mulready (John Linnell, 1833)

William Mulready (* 1. April 1786 in Ennis - 7. Juli 1863 in London) war ein irischer Maler und Illustrator, der im 19. Jahrhundert für seine Darstellungen des ländlichen Lebens und seine Illustrationen von Kinderliteratur bekannt wurde. Seine Werke zeichnen sich durch detaillierte Darstellungen des Alltagslebens aus und spiegeln die romantische Strömung seiner Zeit wider.

## Frühes Leben und Ausbildung
William Mulready wurde am 1. April 1786 in Ennis, County Clare, Irland, geboren. Im Alter von sechs Jahren zog seine Familie nach London, wo er eine Ausbildung in Malerei erhielt. Mit vierzehn Jahren trat er in die Royal Academy Schools ein und gewann 1806 die Silbermedaille der Akademie.

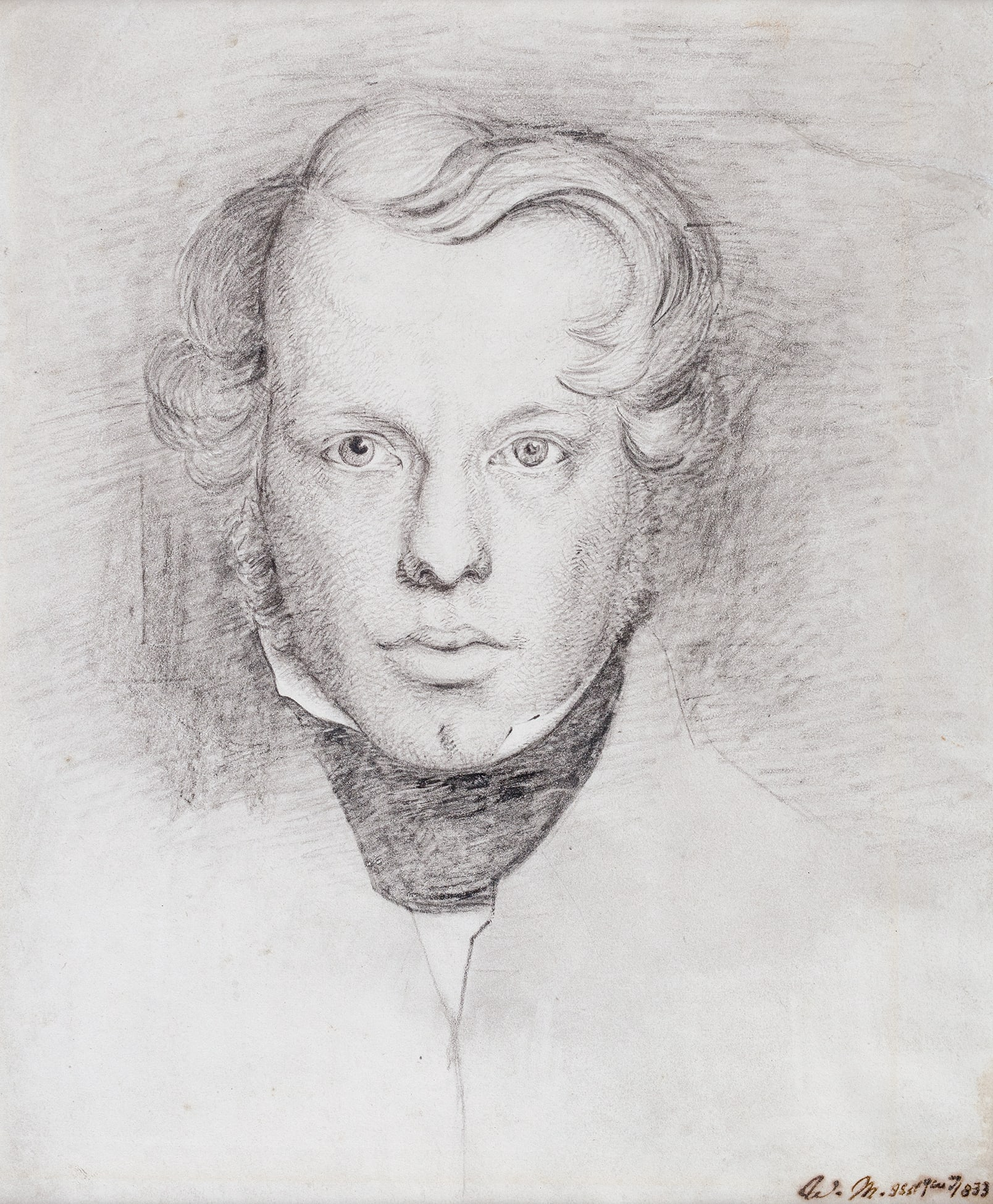
Head of a Young Man (1833)

Seine 1804 geschlossene Ehe mit der Schwester des englischen Landschaftsmalers John Varley (1778–1843) scheiterte nach sechs Jahren. Seine Ehefrau beschuldigte ihn der Päderastie und des Ehebruchs. Alle vier seiner Kinder wurden Maler.
Seine frühe Ausbildung prägte seinen späteren Stil und seine Themenwahl.

## Künstlerische Entwicklung und Stil
Mulready begann seine Karriere mit Stillleben und „Cottage“-Motiven, bevor er sich ab 1808 auf Genre-Szenen aus dem ländlichen Leben konzentrierte. Sein Stil entwickelte sich von opaken, erdtonigen Darstellungen hin zu reicheren Lasuren, besonders nach 1830. Er war bekannt für seine detaillierten und emotional ansprechenden Szenen des Alltagslebens.
Wichtige Werke
- „The Fight Interrupted“ (1816): Dieses Gemälde zeigt einen Schulhofstreit, der vom Lehrer unterbrochen wird. Es war eine der am besten aufgenommenen Arbeiten der Royal Academy Ausstellung 1816 und trug zur Festigung von Mulreadys Ruf bei.[9] Skizze für The Fight Interrupted

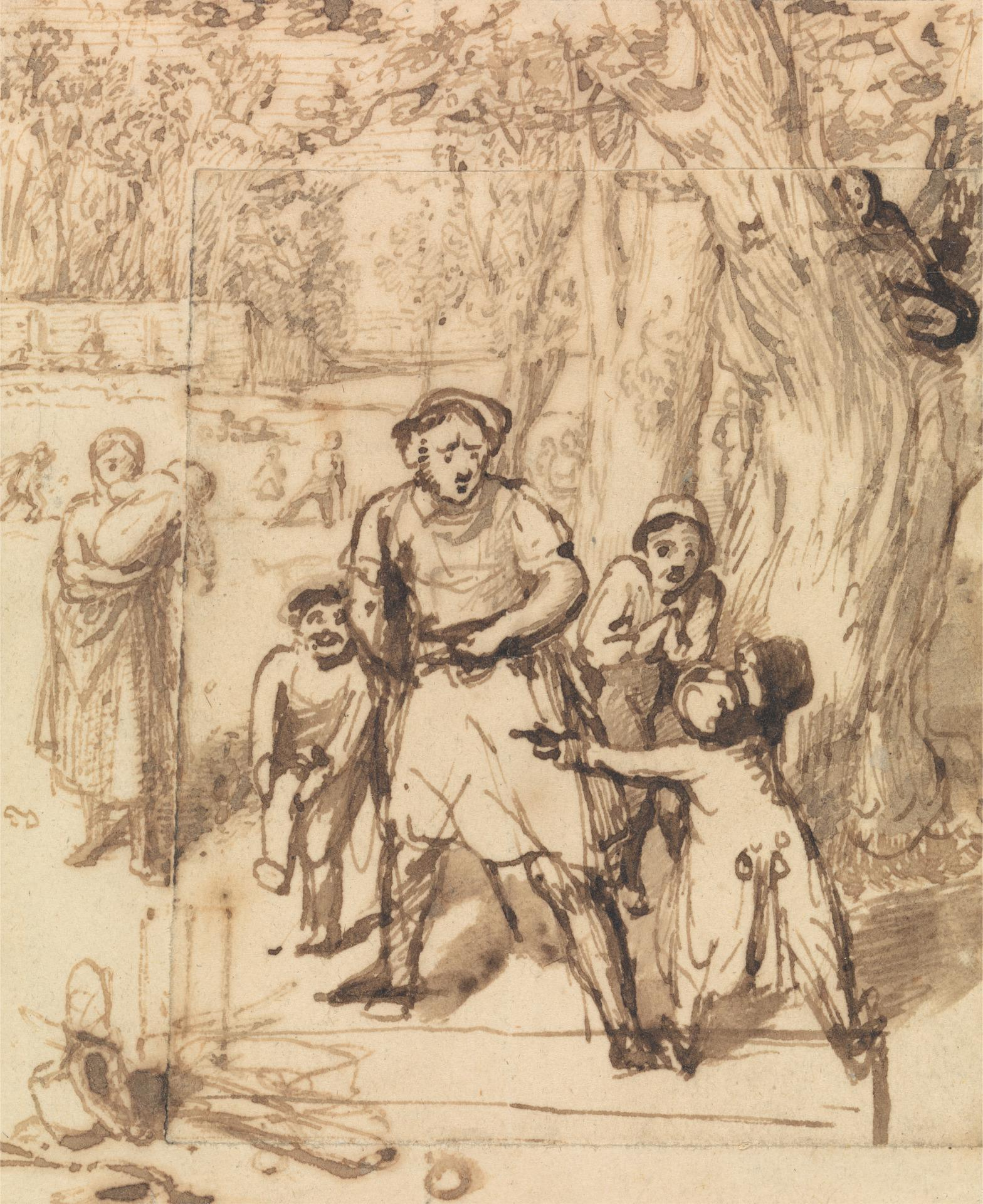
Skizze für The Fight Interrupted

- „Crossing the Ford“ (1842): Ein Genre-Gemälde, das zwei junge Männer zeigt, die eine Frau über einen Fluss tragen. Es wurde bei der Royal Academy Ausstellung 1842 gezeigt und war eines der beliebtesten Werke.[10] Crossing the Ford

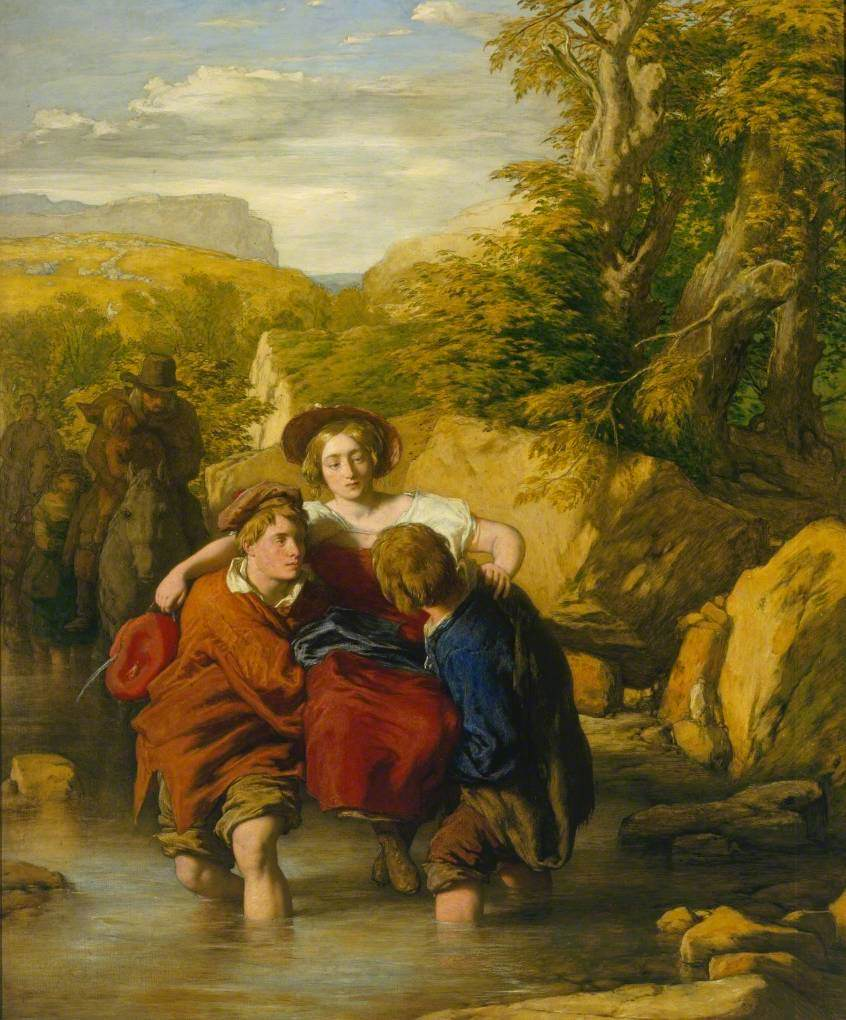
Crossing the Ford

## Illustrationen und Design
Mulready illustrierte mehrere Kinderbücher, darunter die erste Ausgabe von Charles und Mary Lambs „Tales from Shakespeare“ im Jahr 1807.

1840 entwarf er das „Mulready Stationery“, die zusammen mit der One Penny Black Briefmarke eingeführt wurde. Diese Designs wurden jedoch in der Öffentlichkeit nicht gut aufgenommen und innerhalb von zwei Monaten zurückgezogen.

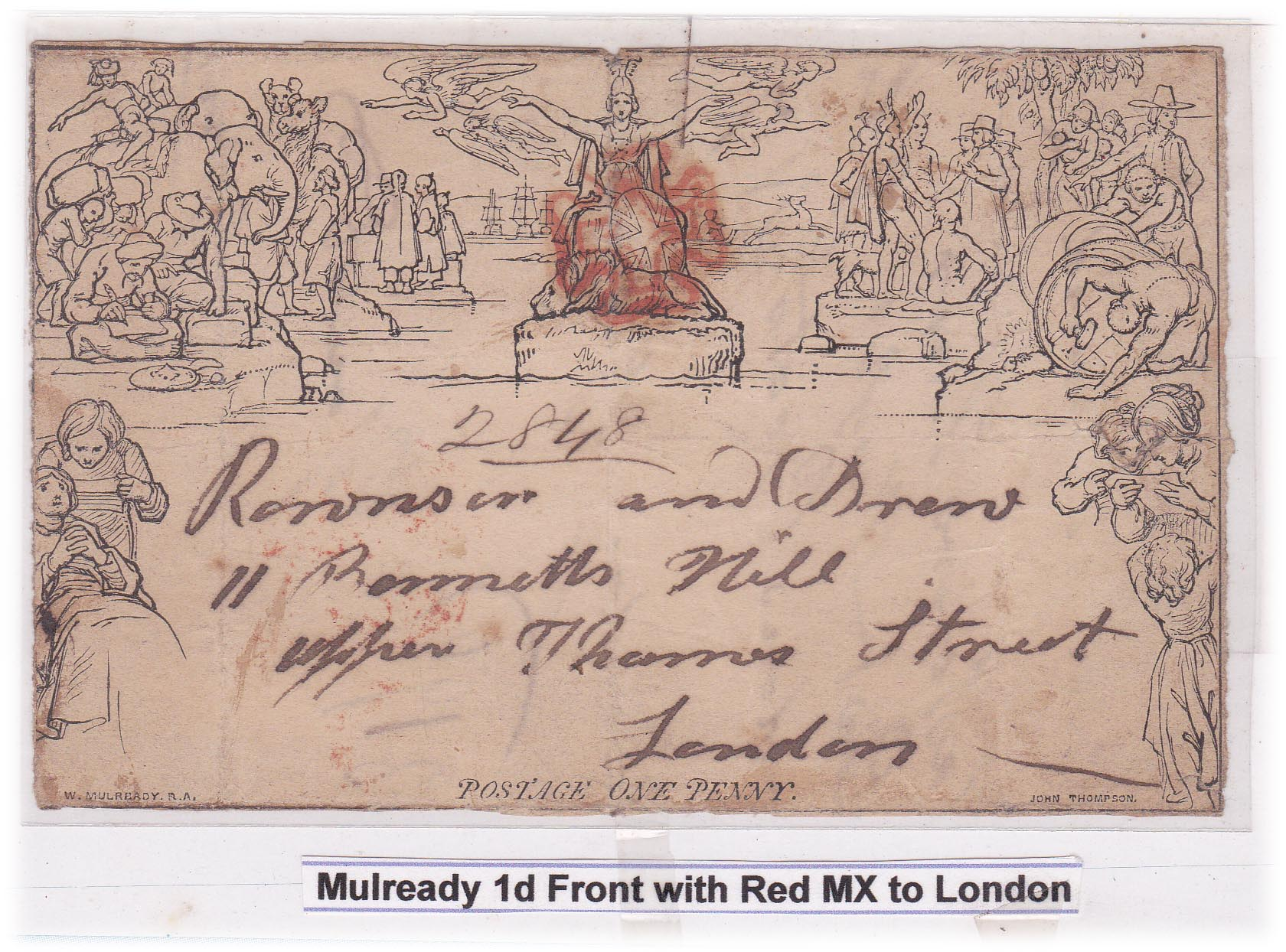
Als Mulready-Ganzsachen bezeichnet man die Ganzsachen-Briefbögen und vorgummierten Umschläge, die im Rahmen der Postreform der britischen Post von 1840 eingeführt wurden. Sie kamen am 1. Mai 1840 in den Handel und konnten ab dem 6. Mai verwendet werd

## Spätere Jahre und Tod

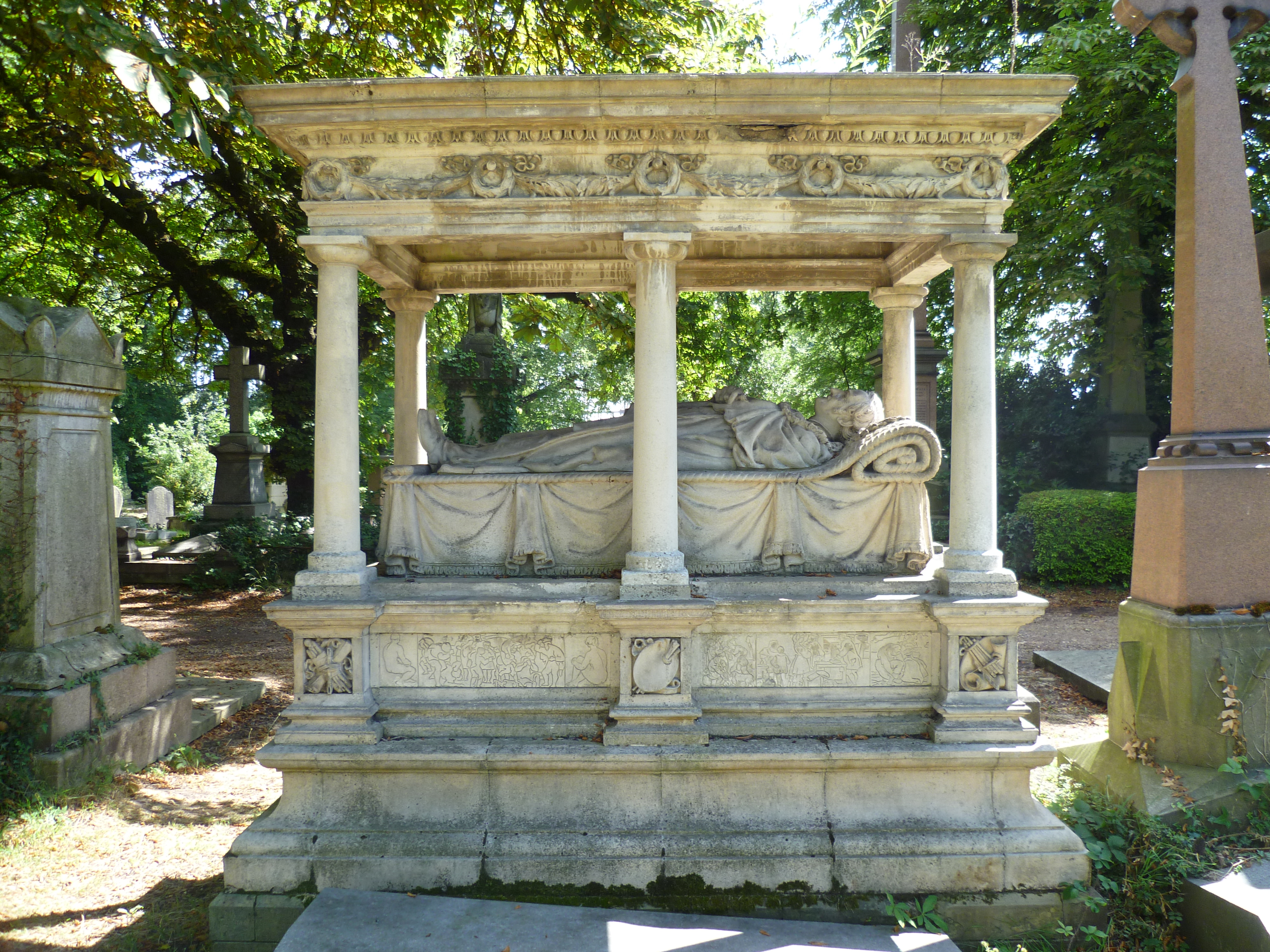
Grab William Mulreadys auf dem Kensal Green Cemetery

Mulready wurde 1815 zum Associate der Royal Academy und 1816 zum Royal Academician gewählt. Er starb am 7. Juli 1863 in Bayswater, London, und wurde auf dem Kensal Green Cemetery beigesetzt. Sein Grab wurde von dem Bildhauer Godfrey Sykes gestaltet.

## Rezeption
Im Jahre 2024 wurde Mulready Stationary, kombiniert mit einer One Penny Black, mit einem Schätzwert von 1,5–2,5 Millionen USD bei dem Auktionshaus Sotheby’s angeboten.